# Will You Be There? (canción de Andy Bell)
«Will You Be There?» es el cuarto sencillo solista publicado del artista inglés de música electrónica Andy Bell, lanzado en 2010.
«Will You Be There?» es una canción compuesta por Andy Bell junto con el productor Pascal Gabriel.

## Descripción
«Will You Be There?» fue el segundo sencillo adelanto del álbum Non-Stop.

## Lista de temas

### CD
1. «Will You Be There?» (Original Mix)
2. «Will You Be There?» (Seamus Haji Big Love Radio Edit)
3. «Will You Be There?» (French Horn Rebellion Mix)
4. «Will You Be There?» (Sonic C Vocal Mix)
5. «Will You Be There?» (Seamus Haji Big Love Remix)

## Datos adicionales
Este sencillo no tiene lados B. Como estrategia de marketing, Mute Records editó este sencillo con el seudónimo Mimó y sin que figurara Andy Bell en ninguna parte. Cuando se editó el álbum Non-Stop, entonces sí se usó el nombre de Andy Bell y se renombró con su nombre este sencillo.